# Mercado Único y Libre de Cambios
El Mercado Único y Libre de Cambios es el mercado donde se llevan adelante todas[cita requerida] las operaciones de cambio en divisas extranjeras que se realizan en la República Argentina.
El cambio en divisas extranjeras es realizado al tipo de cambio que sea libremente pactado y deberá sujetarse a los requisitos y a la reglamentación que establezca el Banco Central de la República Argentina.
Su nombre ha sido criticado por opositores ya que no se lo considera único al haber un mercado paralelo y no se lo considera libre al contar con restricciones respecto a quiénes pueden acceder al mercado y cuánto pueden transaccionar.